# Eretmapodites rickenbachi
Eretmapodites rickenbachi är en tvåvingeart som beskrevs av Ferrera och Eouzan 1974. Eretmapodites rickenbachi ingår i släktet Eretmapodites och familjen stickmyggor.
Artens utbredningsområde är Kamerun. Inga underarter finns listade i Catalogue of Life.